# Miró (Handelskette)
MIRÓ S.L. ist eine spanische Handelskette, die Haushaltsgeräte und Unterhaltungselektronik in Spanien vertreibt.

## Geschichte
1971 gründete Francesc Miró das Unternehmen mit einem Geschäft für Haushaltsgeräte mit Reparaturwerkstatt in Martorell, einer Gemeinde in der Comarca Baix Llobregat der Autonomen Region Katalonien. Im Laufe der Jahre entstanden weitere Geschäfte. 2012 hatte MIRÓ SL laut eigenen Angaben 85 Filialen in Spanien und beschäftigte 637 Mitarbeiter mit einem Umsatz von 190 Millionen Euro.
Die angebotenen Waren können auch im Internet bestellt werden. Ein modernes Logistikzentrum mit rund 10.000 Quadratmeter Lagerfläche sorgt für den reibungslosen Versand aller angebotenen Geräte innerhalb 24 Stunden.

## Produkte
Kühlschränke, Waschmaschinen, Elektro- und Gasherde, Fernseher, Computer, Mobiltelefone und Kleingeräte sowie Zubehör der unterschiedlichen Marken.